# Mount Dick
Mount Dick är ett berg i Antarktis. Det ligger i Östantarktis. Australien gör anspråk på området. Toppen på Mount Dick är 3 000 meter över havet.
Terrängen runt Mount Dick är huvudsakligen kuperad, men västerut är den bergig. Trakten är obefolkad. Det finns inga samhällen i närheten. 